# Pastor Aeternus
La  Pastor Aeternus  è una costituzione dogmatica del Concilio Vaticano I sulla Chiesa di Cristo, approvata il 18 luglio 1870, essendo papa Pio IX.
Con questa costituzione, il concilio ha definito due dogmi della Chiesa cattolica: il primato papale e l'Infallibilità papale.

## La preparazione
Fin dall'inizio del Concilio il problema dell'infallibilità papale preoccupava ed agitava un po' tutti, la Curia romana, i Padri conciliari, i Governi e le Cancellerie europee, e l'opinione pubblica. Il Concilio Vaticano I era iniziato l'8 dicembre 1869, e già alla fine del mese furono raccolte firme tra i Padri perché si iniziasse al più presto la discussione sulla questione dell'infallibilità. Dall'altra parte, anche coloro che erano contrari ad una definizione del dogma raccolsero firme per manifestare la loro contrarietà. Così, a febbraio 1870, furono raccolte circa 450 firme favorevoli all'apertura della discussione, mentre circa 150 si dimostrarono contrari: la maggioranza dunque voleva la discussione.
Già il 21 gennaio ai Padri conciliari era stato sottoposto un lungo schema dottrinale sulla chiesa (De Ecclesia), redatto dalla Commissione preparatoria al Concilio nei mesi precedenti la sua apertura, in cui però mancava ogni accenno all'infallibilità. Il 1º marzo Pio IX decise di intervenire direttamente, annunciando la sua volontà che il Concilio affrontasse la questione che lo riguardava così da vicino. Così allo schema sulla chiesa, venne aggiunto un capitolo, quasi un'appendice, dedicato all'infallibilità del magistero pontificio. Ma in questo modo lo schema risultava ancora più lungo del testo originale, e, facendo due conti, i Padri conciliari si accorsero che la discussione sull'infallibilità sarebbe stata affrontata solo nella primavera del 1871.
Alcuni Padri conciliari proposero allora che il Concilio iniziasse immediatamente l'esame e la discussione dell'ultimo capitolo dello schema sulla chiesa. Dopo vari interventi a favore o contro tale proposta, alla fine del mese di aprile, Pio IX dette ordine di iniziare l'esame del capitolo sull'infallibilità. Per ovviare agli inconvenienti di questa inversione di discussione, il capitolo fu estrapolato dallo schema originale (De Ecclesia) e trasformato in un nuovo testo (De Romano Pontifice), suddiviso in quattro capitoli.
La discussione su questo nuovo schema si prolungò vivacissima dal 13 maggio al 18 luglio 1870. Secondo la prassi consueta, la discussione inizialmente verteva sullo schema nel suo insieme, e poi si affrontavano i singoli capitoli. Il primo esame occupò i Padri conciliari dal 13 maggio fino agli inizi di giugno; il 6 giugno iniziò invece la discussione sui singoli capitoli del testo. In due giorni si affrontarono e si approvarono i primi due capitoli; il terzo capitolo fu discusso nella settimana successiva; e il 15 giugno cominciò l'esame e la discussione sul quarto capitolo, dedicato all'infallibilità.
Dopo interminabili discussioni, tra il caldo dell'estate romana, il 13 luglio si votò lo schema nel suo insieme: 50 Padri circa non parteciparono alla seduta, e dei 601 presenti, 88 dettero un voto negativo e 62 approvarono con la riserva iuxta modum. Sommando questi ultimi voti con quelli dei non presenti, quasi un terzo dell'assemblea si mostrò contraria all'approvazione dello schema. Così in quelle ore e in quei giorni, si fecero pressanti gli appelli e gli interventi dell'una e dell'altra parte: i favorevoli, per spiegare il senso dell'infallibilità; i contrari, per limitare i poteri del papa infallibile. Su decisione di Pio IX, nel testo di proclamazione del dogma dell'infallibilità fu inserita la famosa espressione non autem ex consensu Ecclesiae (e non per il consenso della Chiesa), che fece molto arrabbiare ed amareggiare gli antinfallibilisti, e che tanto fece discutere in seguito.
Il 18 luglio fu letto il testo definitivo della Pastor Aeternus e si procedette alla votazione. La minoranza antinfallibilista aveva già comunicato a Pio IX la sua decisione di non partecipare alle votazioni, e la sera precedente aveva abbandonato il Concilio. Su 535 vescovi presenti, 533 dettero la loro approvazione: gli unici due vescovi contrari aderirono subito al parere unanime dei loro colleghi. Pio IX sanzionò immediatamente il testo e si cantò il Te Deum di ringraziamento.

## I contenuti
La Pastor Aeternus, significativamente approvata col titolo di Prima costituzione dogmatica sulla chiesa di Cristo, si compone di un prologo e di quattro capitoli.
- Il prologo evoca l'istituzione della chiesa da parte di Cristo, parla della missione degli apostoli e della funzione di Pietro come di «intramontabile principio e visibile fondamento» dell'unità della chiesa.
- Il primo capitolo è dedicato a sostenere la «istituzione del Primato Apostolico nel Beato Pietro» e dunque a respingere da una parte la tesi di coloro che negano che Pietro abbia ricevuto un vero e proprio primato di giurisdizione, e dall'altra la tesi secondo la quale Cristo conferì il primato non a Pietro ma alla chiesa, e solo per mezzo di essa a Pietro come suo ministro.
- Il secondo capitolo è dedicato a dimostrare che il primato concesso a Pietro si perpetua nei Papi di Roma, e che questa perpetuità è direttamente collegata alla volontà divina.
- Il terzo capitolo tratta «del valore e della natura del primato del romano pontefice». Il primato del Papa (ossia la sua autorità suprema di giurisdizione), al quale tutti devono obbedienza in forza della subordinazione gerarchica, è qualificato come ordinario, immediato, veramente episcopale, su tutti, pastori e fedeli, e non riguarda solo la fede ed i costumi, ma anche la disciplina e il regime della chiesa. I Vescovi, d'altra parte, non sono dei semplici funzionari, subordinati al papa e suoi puri esecutori: la Pastor Aeternus, utilizzando le medesime espressioni, afferma che «questo potere del Sommo Pontefice non pregiudica in alcun modo quello episcopale di giurisdizione, ordinario e immediato, con il quale i Vescovi, insediati dallo Spirito Santo al posto degli Apostoli, come loro successori, guidano e reggono, da veri pastori, il gregge assegnato a ciascuno di loro». Il documento non affronta però il problema di come possano coesistere questi due poteri, papale ed episcopale, entrambi qualificati con gli aggettivi "ordinario", "immediato", "episcopale". Questo, dicono gli storici, spiega il perché questa Costituzione dogmatica sia qualificata come "prima" nel suo titolo.
- Il quarto capitolo affronta e definisce il dogma della Infallibilità papale in questi termini: «Proclamiamo e definiamo dogma rivelato da Dio che il Romano Pontefice, quando parla ex cathedra, cioè quando esercita il suo supremo ufficio di Pastore e di Dottore di tutti i cristiani, e in forza del suo supremo potere Apostolico definisce una dottrina circa la fede e i costumi, vincola tutta la Chiesa, per la divina assistenza a lui promessa nella persona del beato Pietro, gode di quell'infallibilità con cui il divino Redentore volle fosse corredata la sua Chiesa nel definire la dottrina intorno alla fede e ai costumi: pertanto tali definizioni del Romano Pontefice sono immutabili per sé stesse, e non per il consenso della Chiesa».

## Le discussioni seguite alla definizione
I vescovi che non avevano partecipato alla votazione finale aderirono più o meno prontamente al nuovo dogma. Primi furono i vescovi francesi, che scrissero al Papa o accettando senza commenti le decisioni del concilio. Più lenta fu l'adesione dei vescovi austriaci e tedeschi, che poi però finirono per accettare la fede comune. Solo Döllinger, professore di teologia, non volle riconoscere il nuovo dogma e il 17 aprile 1871 venne scomunicato: i suoi discepoli abbandonarono la Chiesa cattolica e fondarono la Chiesa vetero-cattolica.
Il governo austriaco colse il pretesto del nuovo dogma per denunziare il Concordato stipulato con la Santa Sede nel 1855, in quanto esso era stato fatto con un pontefice che non si presentava come infallibile, mentre ora una delle due parti contraenti si arrogava una posizione sostanzialmente diversa dalle precedenti; in questo modo, secondo il governo austriaco, cadeva ogni obbligo di fedeltà al patto precedentemente concluso.

### L'intervento dei vescovi tedeschi
In Germania, il Bismarck diramò un dispaccio, il 14 maggio 1872 (ma rimasto segreto fino al 1874), nel quale si sosteneva che in occasione di un futuro conclave si sarebbe dovuto prestare speciale attenzione all'elezione del papa, dato che dopo il Concilio Vaticano I i vescovi non avevano più alcuna importanza, essendo stati ridotti a semplici rappresentanti locali del pontefice di Roma. I vescovi tedeschi, quando il documento divenne di dominio pubblico, presero la decisione di indirizzare al Cancelliere una risposta collettiva. Questa lettera è importante per due motivi:
- primo, perché i suoi contenuti furono lodati ed approvati da papa Pio IX, con un breve, il 2 marzo 1875;
- secondo, perché, proprio in forza di questo riconoscimento, essa rappresenta la più genuina ed autentica interpretazione del dogma dell'infallibilità.[2]

La reazione dei vescovi tedeschi al dispaccio di Bismarck era imperniata su due punti: 
- che il concilio si era limitato a sancire ciò che era già nella prassi e nella coscienza della Chiesa cattolica, senza alcuna innovazione;
- e che la costituzione Pastor Aeternus in nessun modo ledeva o limitava la responsabilità di ciascun vescovo e dell'episcopato nel suo insieme.

In particolare, la risposta dell'Episcopato tedesco affermava:
1. che il Papa è vescovo di Roma e di nessun'altra diocesi;
2. che il suo non è un potere di tipo monarchico assoluto, in quanto è sottoposto al diritto divino ed è vincolato dalle disposizioni date da Cristo alla sua Chiesa;
3. su questa istituzione divina è fondato il papato, ma anche l'episcopato, per cui i vescovi non sono affatto funzionari senza responsabilità propria;
4. l'infallibilità non è nulla di nuovo, in quanto già presente nella coscienza e nella prassi della Chiesa cattolica; e riguarda solo gli interventi ex cathedra, ossia quando il pontefice impegna la propria autorità;
5. e benché il papa non abbia il dovere giuridico di ascoltare l'episcopato quando impegna questa sua autorità (questo il senso del non autem ex consensu Ecclesiae), tuttavia non esprimerà mai niente di contrario o di diverso da ciò che già la Chiesa crede e vive (dunque ha l'obbligo di un consenso morale).

Nella sua risposta, papa Pio IX approvò la dichiarazione dei vescovi tedeschi, in quanto essa «fornisce la pura dottrina cattolica e conseguentemente quella del santo concilio e di questa Santa Sede».